# Christian Lundeberg
Christian Lundeberg (Forsbacka, 1842 – Stoccolma, 1911) è stato un politico svedese.
Fu primo ministro della Svezia da agosto a novembre del 1905. Attuò la scissione della Svezia dalla Norvegia.